# Лондонська конвенція (1861)
Лондонська конвенція 1861 — угода між Великою Британією, Францією та Іспанією про спільну інтервенцію у Мексику підписана 31 жовтня 1861 року в Лондоні у відповідь на ухвалення мексиканським конгресом 17 липня того ж року декрету про тимчасове припинення платежів за іноземними борговими зобов'язаннями. Конвенцію підписали міністр закордонних справ Великої Британії граф Джон Расселл, французький посол граф Флао де ла Більярдері та іспанський посланець Істуріс-і-Монтеро.
Спільною метою трьох держав було повалення уряду Беніто Хуареса і заміна його на підконтрольний. Крім того, Лондон і Париж розглядали інтервенцію в Мексиці у контексті створення плацдарму для активного втручання в громадянську війну у США на боці Конфедерації. Наполеон III розраховував у разі успіху перетворити Мексику на монархію під правлінням свого ставленика — австрійського ерцгерцога Максиміліана. Іспанія прагнула, якщо їй не вдасться повернути свою
колишню колонію Мексику під контроль, то принаймні посадити на престол принца з династії іспанських Бурбонів. 
Конвенція складалася з 5 статей. Сторони зобов'язалися відправити сухопутні і морські сили для захоплення й окупації укріплень на узбережжі Мексики (стаття 1), погоджувалися не здійснювати на внутрішні справи Мексики «жодного впливу, що може завдати шкоди праву мексиканської нації обрати і вільно конституювати форму свого правління» (стаття 2). Держави, що підписали Конвенцію, запросили до участі Сполучені Штати Америки (стаття 4), але 4 грудня 1861 року отримали відмову останніх.
Навесні 1862 Франція розпочала війну проти Мексики. Іспанія, вбачаючи в цих діях загрозу для власних планів щодо Мексики, але не маючи змоги піти на конфлікт з Францією і США, у квітні 1862 року вийшла з числа учасників Конвенції. Так само зробила й Велика Британія, яка на той час відмовилась від планів війни проти США. Однак британський уряд підтримав дії Наполеона III, оскільки останні були спрямовані на скинення уряду Хуареса в Мексиці та водночас могли спричинити погіршення стратегічного становища  США і послаблення Франції в Європі. Провал мексиканської експедиції французьких сил у 1867 році означав припинення дії Конвенції.